# 24 Sextantis
24 Sextantis, spesso abbreviato in 24 Sex, è la designazione Flamsteed di una stella di settima magnitudine situata a circa 236 anni luce dalla Terra, nella costellazione del Sestante. Data la magnitudine relativamente bassa, la stella può essere vista solo in buone condizioni di visibilità e lontano dalle luci dei centri abitati.
Per la classificazione stellare si tratta di una stella K0 IV (nana arancione subgigante) con un'età stimata di 2,8 miliardi di anni.  In precedenza doveva essere era una stella di sequenza principale di tipo A, prima di consumare l'idrogeno nel suo nucleo.
Ha il 54% in più di massa del Sole, ma l'involucro esterno è diventato più freddo di quello del Sole a causa della lenta espansione che la porterà a diventare una stella gigante.

## Sistema planetario
Il 26 luglio 2010 il gruppo California e Carnegie Planet Search ha annunciato la scoperta di due pianeti intorno a 24 Sextantis e a HD 200964.  Il pianeta interno è due volte più massiccio di Giove e impiega 453 giorni per orbitare attorno alla stella in un'orbita pressoché circolare alla distanza media di 1,33 UA. Il pianeta esterno è 5/6 la massa di Giove e ha un'orbita eccentrica che percorre in 883 giorni, a una distanza media di 2,08 UA.
I due pianeti sono in risonanza 2:1, il che significa che per ogni orbita del pianeta esterno, quello interno percorre due volte la propria orbita. Da misure e calcoli del 2019 il sistema risulterebbe instabile.
| Pianeta | Tipo            | Massa        | Periodo orb.          | Sem. maggiore   | Eccentricità | Scoperta |
| ------- | --------------- | ------------ | --------------------- | --------------- | ------------ | -------- |
| b       | Gigante gassoso | 1,84±0,11 MJ | 452,8+4,5 −2,1 giorni | 1,333 UA        | 0,09         | 2010     |
| c       | Gigante gassoso | 1,52±0,2 MJ  | 883+14 −32 giorni     | 27,4+16 −7,9 UA | 0,29         | 2010     |